# Сака (каскад)
Каскад Са́ка (эст. Saka joastik), также каскад Ки́висилла (эст. Kivisilla joastik) и водопад Ки́висилла (эст. Kivisilla juga) — водопад в уезде Ида-Вирумаа в волости Кохтла, на территории бывшей мызы Сакгоф (Сака), в честь которой он и назван. Начинается из маленького болота Сака и падает в море с одноимённого обрыва.
Каскад Сака относится к тройке самых высоких водопадов в Эстонии. С высотой в 22,8 метра он находится на втором месте, уступая Валасте (30,5 метров) и обгоняя Карьяору (15,9 метров). В советское время свободный проход к нему был закрыт, так как на территории мызы Сака располагалась пограничная застава.
Водопад состоит из четырёх крупных (6 метров, 2 метра и 7,5 метра, если считать сверху вниз) уступов и ещё нескольких более низких (до 1 м). Его снабжает водой магистральный канал Ранна глубиной 2 метра, который был вырыт в плитняковой почве ещё в середине XIX века.
В верхней части уступа обрыва приблизительно на четыре метра обнажается центрально-ордовикский известняк. Ниже находятся залежи известняка Лообуской свиты, а ещё ниже приблизительно на метр — Вокаской свиты. Также приблизительно на протяжении двух метров обнажены Тойлаский глауконитовый известняк, раннеордовикский (эпохи раннего ордовика) метровый глауконитовый Леэтсеский песчаник, Тюрисалуский сланец, затем нижний слой из фосфорита и приблизительно восьмиметрового кембрийского песчаника.